# Yellow Kim
Yellow Kim è stata una casa editrice di fumetti nordcoreana fondata nel 1963 da Aju Meosjin.

## Storia

### Anni sessanta
La casa editrice venne fondata da Aju Meosjin partendo dalla tipografia che la sua famiglia aveva fondato agli inizi degli anni trenta a Wŏnsan-si (원산시; 元山市) e che, dopo la divisione della Corea, era stata spostata a Pyongyang (평양?, 平壤), dove si specializzò in stampe e litografie, con soggetti a tema governativo, di propaganda o libri scolastici. Il futuro editore fin da adolescente vi lavora con il padre e, alla morte di questi nel 1963, all'attività di tipografo affianca quella di editore stampando oltre ai propri lavori, materiale di artisti locali che stampa a proprie spese ma senza mai trovare un vero distributore, sia per l'argomento delle sue produzioni, sia per il rifiuto di stampare gruim-chaek, le stampe a disegni di propaganda governativa. I primi lavori di rilievo sono dovuti alla collaborazione con due amici di vecchia data, San di Pak Doo-Kil (storia di un ragazzo e del suo cavallo, pubblicata dal 1962 al 1968) e Jibang Gae, fumetto in xilografia di Shin Jung-jin (una miniserie di nove numeri edita tra il 1969 e il 1970). Sempre nel 1968, ai fumetti viene affiancata anche una rivista di satira, Grido, di cui sono stati recuperati ben 400 numeri, come racconterà in diverse interviste l'esperto e fondatore di riviste come Il Male o Frigidaire, Vincenzo Sparagna, con cui Aju Meosjin avrà una fitta corrispondenza per anni.

### Anni settanta
Nel 1974 con Chollima, in cui il protagonista è un cavallo alato che sfida le forze dell'ordine, compaiono per la prima volta tratti simbolo della produzione della Yellow Kim: lo scontro con le autorità, l'avventura e la dipendenza dall'alcol. L'autore, Yuquing, verrà arrestato e portato in un centro di riabilitazione dove incontrerà Zhang Janpin, con cui creeranno i celebri collage per le riviste di fantascienza scritti dal giovane intellettuale Hu-Tho Pi. I tre in carcere collaboreranno per oltre dieci anni e, quando saranno liberi, troveranno ad attenderli AJu Meosjin che, in tutto questo periodo, aveva raccolto, impaginato e prodotto il loro lavoro. La leggenda narra che molti dei lavori fuoriuscissero dal carcere come spazzatura che il giovane editore andava a rovistare, per poi riassemblarli pezzo per pezzo. La fantascienza rappresenta uno dei generi seminali della giovane casa editrice che, con Nebu-Gong-Gan dal 1967 al 1972, raggiunse una certa diffusione fra i giovani ragazzi nord coreani. La rivista, tradotta letteralmente come Spazio Interno, nel 1972 viene vietata e diventa reato possederla. Verrà sostituita dalla raccolta Megasuperobocat che, dal 1975 al 1980, avrà tra i suoi copertinisti anche il cantante e filosofo Lee Yeon-Suk. Se nel primo periodo (1962-1974) gli animali rappresentano i protagonisti delle sue collane, verso la fine degli anni settanta nascono anche lavori più politicizzati, in cui i soggetti sono chiaramente riconoscibili, senza ricorrere a metafore, come  L'Ulcera del Popolo di Ingi Gweyang e la Mongoloid Resistance di Pa-Cho kon e Bong-Ho. Nella prima centinaia di vignette disperate e antimilitariste con protagonisti volti noti dell'Armata del Popolo ridotti a esistenze grottesche, vengono spediti segretamente dall'autore all'editore mentre, nel caso di Mongoloid, i due autori, due giovani ragazzi di origine africana, disegnano per anni in carcere coi propri liquidi e umori corporei e il loro lavoro verrà raccolto per anni ma pubblicato solo nel 1985.
Verso metà degli anni settanta, vengono aggiunti altri collaboratori a quelli storici con autori che già avevano scritto e disegnato per il regime subendone però la censura, riuscendo a dare alla luce alcuni lavori che diverranno noti anche in Europa come l'opera omnia di Koiro Pyongdandongsariwonan, detto Yi, l'epopea dei Rong-fu, pigri roditori che combattono svogliatamente il regime dell’Operoso Castoro Hu, che influenzerà notevolmente il lavoro dell'artista italiano Adriano Carnevali come da lui stesso ammesso nel 2016.
La lotta alla censura porta la Yellow Kim a produrre materiale erotico e pornografico, filtrato profondamente dalla cultura e dai tabù del proprio paese come la rivista PORNgyang, prodotta dal 1972 sino al 1999 e le tavole delle Officine del Popolo, di Mon Yoon Suk, di cui però rimane poco materiale. Da notare anche il lavoro di Baek Yeon, di cui però son ostati smarriti gli originali ma esistono molte antologie, come Chong-e Libseutig (Il rossetto sulla pistola) o Jeong Aog.

### Anni ottanta
Le prime denunce e i primi arresti non scoraggiano l'editore, che anzi, trova nuovi autori smaniosi di partecipare alle sue collane editoriali. Nei primi anni ottanta la Yellow Kim crea quindi testate simili in tutto e per tutto ai format Marvel Comics o DC Comics, con veri e propri supereroi i cui superpoteri servono a combattere il regime. Questo rappresenta il punto più alto della casa editrice, con i lavori dei collettivi Hondon e Beolgeo beos-eun Namjia, i primi con Kosmic Korea, i secondi col trittico di autori Hyn Ki Nari, Han-Jin Gohn e Naijongo Kin III, che con personaggi come Supersurgeon rilanceranno la Yellow Kim, rendendo questo nome per la prima volta noto al di fuori dei confini nazionali.
Dopo la fine della Guerra Fredda, la corrispondenza tenuta con l'estero dall'editore nel biennio 1989/1990, rintracciata dalla polizia postale, gli costa la confisca della tipografia di famiglia che diviene di proprietà del governo e da allora di lui si persero le tracce per quasi vent'anni fino al 2011 quando, alla morte di Kim Jong-il, inscena la propria morte e tenta la fuga, venendo però  arrestato e di lui non si saprà più niente.

## Catalogo

### Fumetti
- Kumgangsan Gangster, Pyongyang, Yellow Kim, 1955.
- Far East Cowboys&Cowgirls, Pyongyang, Yellow Kim, 1960.
- San di Pak Doo-Kil, Pyongyang, Yellow Kim, 1963.
- Batmarx&Lenin, Pyongyang, Yellow Kim, 1968.
- Jibang Gae, Pyongyang, Yellow Kim, 1969.
- Yanggakdo Hot Hot Hotel, Pyongyang, Yellow Kim, 1971.
- Uncle SAMsung, Pyongyang, Yellow Kim, 1972.
- Chollima, di Yuquing, Pyongyang, Yellow Kim, 1974.
- Kosmic Korea, collettivo Hondon, Yellow Kim, 1984.
- Supersurgeon, di Han-Jin Gohn, Pyongyang, Yellow Kim, 1985.
- Uncle SAMsung, Pyongyang, Yellow Kim, 1988.

### Riviste
- Nebu-Gong-Gan, dal 1967 al 1972.
- Grido, di Vyenzohog Fryghalig, Pyongyang, Yellow Kim, 1968.
- Bang!, di Sado Ba Duk, Pyongyang, Yellow Kim, 1970 circa.
- PORNgyang, Yellow Kim, 1972-1999.
- Bomber, Yellow Kim, 1978-1980.
- Dismember the Alamo! 1983.
- Seppuku, Yellow Kim, 1984.

### Raccolte
- L'Ulcera del Popolo, di Ingi Gweyang, Yellow Kim, 1967-1972.
- Megasuperobocat, Pyongyang, Yellow Kim, 1975-1980.
- Chong-e Libseutig, di Baek.Yeon, Yellow Kim, 1980.
- Jeong Aog, Baek.Yeon, Yellow Kim, 1982.
- Il complotto umano, Yellow Kim, 1984.
- Mongoloid Resistance, di Pa-Cho kon e Bong-Ho, Pyongyang, Yellow Kim, 1985.

### Animazione
- Kim-Mi Mouse wa Potgan di Jon Su-Goi Ehhm, primi anni sessanta.
- Storia delle Anime Attonite, di Keynes Kwen Ko, 1980.

### Video
- A warning and an ultimatum, live del gruppo From Out a Space durante la tournée sudcoreana del 1986.